# المركز الوطني للروبوت والأنظمة الذكية
المركز الوطني للروبوت والأنظمة الذكية مركز بحثي يتبع لمدينة الملك عبد العزيز للعلوم والتقنية في المملكة العربية السعودية في الرياض، يهدف المركز إلى توطين تقنية الروبوت وإثراء حركة البحث العلمي التطبيقي تحت مظلة البحث والتطوير مستفيدا من مشاريع نقل وتوطين التقنية بما يسهم في دعم الاحتياجات الاستراتيجية للمملكة وإثراء الاقتصاد الوطني في مختلف المجالات المدنية والعسكرية الطبية والتعليمية.

## اختصاص المركز
يختص المركز بمهام محددة مراد تنفيذها هي:
- إجراء البحوث العلمية والتقنية في مجال الروبوت والأنظمة الذكية بما يخدم التطبيقات في المملكة العربية السعودية.
- نقل وتوطين تقنية الروبوت والأنظمة الذكية في المملكة.
- تشجيع القطاع الخاص لإنشاء حاضنات للتقنية لتكون النواة الأساسية للشركات المنبثقة عن المركز.
- تقديم الدعم العلمي والتقني لحاضنات التقنية في مجال اختصاصات المركز.
- تشجيع التعاون مع مراكز البحث والهيئات العلمية والصناعية على المستوى المحلي والخارجي.
- تبني برامج ومشاريع تدريبية للمساهمة في زيادة عدد المختصين في مجال اختصاصات المركز.
- دعم المواهب العلمية المحلية على مستوى المدارس والجامعات وتشجيع البرامج التعاونية.
- تبني وتنسيق برامج علمية وبحثية تعاونية مع القطاعات المتخصصة محليا وعالميا.
- إنشاء قاعدة معلومات وطنية تشتمل على المختصين في مجال الروبوت والأنظمة الذكية.
- اقتراح البرامج لتطوير القوى البشرية بالمركز بالتدريب والابتعاث.
- اقتراح تنظيم الأنشطة العلمية التي تدخل ضمن اختصاص المركز .
- إعداد مشروع الميزانية السنوية للمركز.
- رفع تقارير دورية عن أداء المركز

## أقسام المركز
للمركز ثلاثة وحدات رئيسية لتقديم بحوث الروبوت وهي:
- وحدة المعامل والتجهيزات : تهدف الوحدة إلى إنشاء المعامل المتخصصة لمساندة البحوث التطبيقية من قبل الباحثين المتخصصين في هذا المجال، وتوفير الدعم التقني واللوجستي للباحثين فيما يخدم البحوث التطبيقية في هذا المجال، وتصميم وتصنيع نماذج لأنظمة الروبوت المختلفة واختبار كفاءتها.
- وحدة البحوث وتطوير تقنية الروبوت والأنظمة الذكية : تقوم الوحدة بإجراء الأبحاث العلمية والتقنية في مجال الروبوت والأنظمة الذكية بما يخدم التطبيقات بالمملكة العربية السعودية، ونقل وتوطين تقنيات حديثة في مجال الروبوت والأنظمة الذكية في المملكة، وتشجيع التعاون بين المركز والجامعات المحلية والعالمية وربط ذلك باحتياجات الجهات ذات العلاقة.
- وحدة الخدمات والاستشارات : تقوم الوحدة بتقديم الاستشارات والدراسات الإستراتيجية في مجال الروبوت والأنظمة الذكية للقطاعين العام والخاص، وتشجيع القطاع الخاص على الاستثمار في مجال الروبوت والأنظمة الذكية الواعدة، ووضع آليات لاستفادة الباحثين والمستثمرين من نتائج الأنشطة العلمية والبحثية في مجال الروبوت والأنظمة الذكية، وتسويق مخرجات المركز للقطاعين العام والخاص، وعقد البرامج التدريبية في مجال الروبوت والأنظمة الذكية ودعم المواهب العلمية المحلية على مستوى المدارس والجامعات وتشجيع البرامج التعاونية.